# 海月らな
海月 らな（かいづき らな、1998年4月11日 - ）は、日本の女性タレント、アイドル、モデル。長崎県時津町出身、福岡県育ち。Uniiique所属。
女性アイドルグループ「LinQ」のメンバー。

## 略歴

### 研究生時代
高校時代に、九州・福岡県を拠点とするプロダクション『ジョブ・ネット』（現Uniiiqueエンターテインメント）が運営する育成部門「ジョブ・ネット研究生」の一員となり、その選抜ユニット「BudLaB」（バドラブ）の第1期メンバーとして2014年10月から活動開始。翌2015年夏にはアイドルの祭典「TOKYO IDOL FESTIVAL」に出演するなど、同12月までの約1年ほど活動した。

### LinQ時代
その後は活動待機していたが、同プロダクションに所属する女性アイドルグループ「LinQ」の新メンバー社内審査で選出され昇格。2016年3月から同グループ7期生として正式に所属し、同9月にメジャーシングルデビューを果たした。
2017年 - 3月、高校を卒業。4月、初のラジオ・メインパーソナリティーの出演開始。6月、所属するLinQが自社の新構想「IQ(アイドル九州)プロジェクト」発足の改革によリ一旦解体され、9月から再編成した新生LinQとして新たなスタートを切る。
2018年 - 秋頃からグラビアの展開も始め、雑誌の表紙も飾るようになる。
2019年 - 5月、大型の市民マラソン「福岡マラソン」2019大会公式サポーターに就任、およびゲストランナーに内定。6月、所属するLinQにて副リーダーに就任。10月、生まれ故郷・長崎県時津町の観光推進プロジェクトに参加。11月、前述の福岡マラソンにて、フルマラソン初挑戦で完走を果たす。
2020年 - 1月、LinQ名義で、タイの観光リージョナルアンバサダー（九州地区担当）に就任。4月、ラジオ番組『Buzz!!LinQ』にレギュラー出演開始。12月、故郷・時津町観光推進プロジェクト2020に継続して参加。さらに翌2021年、RKB毎日放送の協力などを得てPR活動に注力し、同年9月に正式な時津町観光アンバサダーに就任した。
2022年 - 9月、新設した芸能事業部「Uniiique」（ユニーク）に社内移籍。12月、故郷・時津町観光推進プロジェクトのPRムービーに3作連続で起用され、とぎつイルミネーションにも参加。
2023年 - 8月、ファッションイベント「FUKUOKA COLORZ SHOW 2023」にてランウェイ。
2024年 - 秋にアイドル活動10周年を迎える。 9月、佐賀県武雄市の観光PR大使に就任。10月、NHK朝ドラ『おむすび』にて、テレビドラマ初出演。
2025年 - 福岡マラソン2025大会のゲストランナーに2度目の内定。

## 人物
本名「らな」の由来は、SFアニメ『未来少年コナン』に登場するヒロイン「ラナ」から。母親が同作品の大ファンだった。
愛称は、名前通りの「らな」、初期には「づっきー」など。姓名の”海月"が水中生物クラゲの漢字表記でもあるため、「くらげ（ちゃん）」と呼ばれることもある。
移住した福岡県出身としていたが、本人は生まれ故郷である長崎県時津町の出身地も明かしており、公式プロフィールでも併記している。
8歳下の妹らん は、後輩のHelloYouthメンバーとして同じ系列事務所に所属している。
趣味・特技は、料理・お菓子作り・編み物など物作りを得意とし、創作に関する意欲の高さを挙げている。ほか、株式の運用など。10年以上のダンス歴があり全般に精通、ただし歌は苦手と明かしている。高校時代は美術部に所属。
好物は、みかん・トマト・苺などの野菜フルーツ全般。
キャッチフレーズは『ドレミファソ・ラナ・ミ・レ・ド』（ヤマハ音楽教室CMソング「池の雨」の替え歌）。これが後々のソロ曲「ユメノドレミ」に繋がっている。
敬愛する有名人は、山本彩、池田エライザなど。同僚では、元LinQ 2期生の伊藤麻希。伊藤が女子レスラーとして率いるチーム「伊藤リスペクト軍団」のメンバー会員(004）にもなっている。

## LinQ関連
- 7期生 最後の大所帯時代メンバー

ジョブ・ネット研究生から社内オーディションにて、瀬戸楓 、星野真依と共に合格し7期生としてデビュー。グループが大きく改変した2017年秋の時点で、同期はすべて卒業し自身だけとなっている。
所属するLinQは、結成期からの大所帯だった時代と、運営スタイルを刷新して組織化された再編成後の2つの時期に分かれる。自身は前者の大所帯時代に加入した、当時を知る最後の現役メンバーである。
- リーダー格

面倒見の良いタイプで、2019年夏から前任の新木さくら から受け継ぎ副リーダーに就任。2021年春には、3代目リーダー吉川千愛が現役を引退し後事を託され、現職のまま事実上のリーダー代行を務めた。本人は「どんな肩書きでもグループ愛は変わらない。リーダーが必要なときが来るまで私が守る」と宣言している。
2025年夏に最後の1期生・髙木悠未が卒業し、自身が最年長となった。海月は「当初から学校とかの感覚ではなく、ずっと仕事だと自覚して活動してきた。それを12年間学ばせてもらったので、みんなにも伝えていきたい」と話している。
- キャラクター

容姿は、スリムで色白。声が低音。髪型は、デビューしてしばらくはロングヘアであったが、IQプロジェクトが発足した頃からショートヘアにチェンジし、以来ボーイッシュなヴィジュアルで定着している。その美貌とは裏腹にムードメーカーなタイプであり、見た目とはギャップのある三枚目キャラを演じる場合もある。二十歳を過ぎてからは、女性らしさを意識する場面が増えて変化している。
本人は「（運営から）グループ内の空気を変えるようなメンバーと期待されて入ったため」と明かし、個性派な担当と自称していた。
- BudLaB（バドラブ）

所属事務所の育成部門「ジョブ・ネット研究生」の出身で、同部署が立ち上げた選抜ユニット「BudLaB」の第1期メンバーとして活躍。母体の「LinQ」には昇格という形で所属した。その後も本人はダンススキルの高さを買われ、研究生の後輩たちに振付けのレッスン担当者として協力をしている。

## 作品

### フォト集
グラビア・ポートレート
- くらげ図鑑（2018年10月、ジョブ・ネット）
- おとなくらげ（2019年1月、ジョブ・ネット）

## 出演

### テレビ
- 福岡県庁知らせた課（2016年 - 2020年3月、RKB毎日放送）
- LinQのお助けちゃんねる（2016年11月 - 2017年8月、Pigoo）
- LinQあい（2017年1月 - 12月、TVQ九州放送）
- IQとLinQする。（2017年9月 - 2019年4月、Pigoo）
- 新・IQとLinQする。（2019年8月 - 、Pigoo）
- まちプリ（2021年9月7日、RKB毎日放送） - 生まれ故郷・長崎県時津町特集
- 日曜もシエスタ（2022年3月20日、RKB毎日放送） - 生まれ故郷・時津町特産品特集

### 映画
- 猫の記憶（2023年1月15日公開、糸島映画製作所） - 友情出演
- カラダ探しTHE LAST NIGHT（2025年9月5日公開予定、ワーナー・ブラザース・ピクチャーズ）

### テレビドラマ
- 連続テレビ小説『おむすび』第15話（2024年10月18日、NHK総合） - 乱 役[29]

### ラジオ
- LinQ UP!!（2016年 - 2017年9月、KBCラジオ）
- GIRLS☆PUNCH「今夜もあなたにLinQリック!」（2017年4月 - 、RKBラジオ） - メイン → 週替わりパーソナリティ
- Buzz!!LinQ（不定期：2017年10月 - 2020年3月 / レギュラー：2020年4月 - 、KBCラジオ） - メインパーソナリティ
- music×serendipity「カワイイ女子旅ココしっと～と？」（2020年12月 - 2024年9月、LOVE FM） - 金曜 週替わりパーソナリティ

### WEB配信・アプリ
個人生配信
- らなチャンライブ（2016年11月 - 、LINE LIVE）
- 海月らな（九州発アイドルグループLinQ）（SHOWROOM）

その他
- じゅんいちキャンプ「九州の自然であそぼ～長崎県時津町編～」（2021年9月3日 - 17日、RKBオンライン）

### CM・広告・イメージモデル
2010年代
- ピザクック（LinQ在籍期間、イワタダイナース）
  - ピザクックヒーロー「銀河新星グレイトZ」グレイトチアーズ（2021年4月）
- 嘉麻市観光文化大使（LinQ在籍期間、嘉麻市観光まちづくり協会事務局）
- ふくのや『味の明太子』（2018年5月、ふくや）
- ガリレオコーポレーション TVCM（2018年夏OA）
- LUX「アスレジャー」九州アンバサダー（2019年3月 - 、ユニリーバ・ジャパン）
- LinQ×一幸舎 PREMIUM RAMENBOX（2019年4月、博多一幸舎）
- 福岡マラソン2019 大会公式サポーター&ゲストランナー（2019年5月 - 11月、福岡陸上競技協会）
- 帝京大学「福岡キャンパス 2019」WebCM / TVCM 2020（2019年8月 - 2020年OA、帝京大学グループ）
- 時津町観光推進プロジェクト WebCM（長崎県時津町役場 / 時津町民総活躍プロジェクト推進委員会）
  - 「時を楽しむ時津町」（2019年10月）
  - 「時を楽しむ時津町2020」（2020年12月）
  - 「時を楽しむ時津町2022 Magical Time編」（2022年12月）
- KAGOME「野菜生活100あまおうミックス」アンバサダー（2019年12月 - 、KAGOME）

2020年代
- タイ観光リージョナルアンバサダー（九州地区）（2020年1月 - 、タイ国政府観光庁）
- ネッツトヨタ西日本「カワイイ女子旅ココしっと〜と？」（2020年5月 - 2024年9月、トヨタ自動車）
- 博多マルイ「ポップンでにっしゅ&VEGETOMO」（2020年11月 - 12月、丸井グループ）
- SUNQパス アンバサダー（2021年3月 - 2022年3月、SUNQパス運営委員会）
- 中間市「未来のまちづくり」アンバサダー（2021年3月 - 、中間市役所）[30]
- LinQ×新天町「新天町を盛り上げるっちゃんキャンペーン!」モデル（2021年8月4日 - 30日、新天町商店街公社 新天町商店街商業協同組合）[31]
- 時津町観光アンバサダー（2021年9月 - 、長崎県時津町役場 産業振興課）
- イオン九州「日清のどん兵衛×LinQ」キャンペーンモデル（2021年12月6日 - 2022年1月6日、日清食品）
- 福岡マラソン（福岡陸上競技協会）
  - 2022大会アンバサダー（2022年3月 - 11月）
  - 2023大会アンバサダー（2023年4月 - 11月）
  - 2024大会アンバサダー（2024年4月 - 11月）
  - 2025大会サポーター&ゲストランナー（2025年5月 - 11月）
- ふくおかの魚フェア「ふくおか地魚バトルⅡ」地魚女子（2022年6月、福岡県水産局水産振興課）[32]
- LinQ×高尾 最新機種新プロジェクト（2022年、(株)高尾）[33]
- PLEIADES「#缶 make ハッピー」 動画 & キャンペーンモデル（2023年3月OA、Greater Fukuoka）
- カラオケCLUB DAM イメージアンバサダー（2024年4月 - 、第一興商）
- 武雄市観光PR大使（2024年9月 - 、武雄市観光協会）
- DMMオンクレ（2024年12月、DMM.com）
- ヤクルト デジタルサイネージ自動販売機 動画モデル（2025年7月、ヤクルト本社/ヤクルト販売） - 福岡県地域

PR（単発）
- 美祢のええもん発信隊（山口県・美祢市観光協会）
- KBCラジオ・チャリティー・ミュージックソン（LinQ加入2016年以降毎年）
- JRA「ホープフルステークス」（2018年12月、エクセル博多）
- 福岡市 不法投棄街頭啓発キャンペーン（2018年6月・2019年6月、福岡市役所）
- 福岡県 国政選挙投票 PR大使（2019年6月 - 7月、福岡県選挙管理委員会）[34]
- LinQ×BOOK OFFコラボ 一日店長PR（2019年6月 - 、ブックオフコーポレーション）
- 別府競輪「第15回 サマーナイトフェスティバル」（2019年7月、JKA九州）[35]
- スポーツウェア「SVOLME」（2019年7月、SVOLME FUKUOKA）
- 自転車安全利用 WebPR「自転車も交通ルールを守ろう!」（2020年4月、福岡県警察）[36]
- 福岡県「新型コロナウイルス医療従事者応援金」（2020年6月、福岡県庁 保健医療介護総務課）
- 映画『劇場版ポケットモンスター ココ』PR（2020年12月、ピカチュウプロジェクト）[37]
- 飲酒運転撲滅 PR動画（2021年8月OA、福岡県警察）
- 九州深発見イベント『旅する、ゆくはし』PR（2022年4月9日、福岡大丸パサージュ広場）
- 西日本DX推進フェア PR（2022年7月6日、北九州観光コンベンション協会）
- 下水道フェア福岡2022 PR動画（2022年7月OA、福岡市道路下水道局）
- 中間市垣生公園遊具リニューアル記念 PR（2022年8月9日、福岡県中間市建設産業部建設課）
- 嘉麻警察署「年末年始特別警戒出動式」（2022年11月30日、福岡県警察）
- WASHハウス「オリジナル洗濯機・乾燥機発表会」（2024年7月）
- RKBカラフルフェス「BORRA / ボラギノール」PR（2024年10月12日・13日、天藤製薬ブース）
- ふるさと納税『ふるさとチョイス』キャンペーンPR（2024年11月21日 - 12月31日、トラストバンク）
- リラクゼーションスペースからだ屋 デジタルサイネージ（2025年5月、からだ整骨院）
- axes femme コラボ（2025年6月、アイジーエー）

### 書籍
掲載
- 池永康晟 画集「少女百遍の鬱憂」（2019年7月31日、玄光社）
- 季刊誌 ほくそう（2019年 - 、北総鉄道） - 不定期掲載
- シティ情報ふくおか（アプライドグループ）
  - （2022年6月号） - 冊子 行橋市
  - （2023年1月号） - 裏表紙・特集
  - （2023年5月号） - 表紙
  - ほか不定期

ムック・表紙
- スチームパンク東方ラボラトリー01（2018年10月24日、玄光社）
- アートコレクターズ 1月号（2018年12月25日、生活の友社、画：池永康晟）

### イベント
個人名義のみ
- とぎつイルミネーション 点灯式（2022年12月1日、時津ウォーターフロント公園）
- FUKUOKA COLORZ SHOW 2023（2023年8月7日、Zepp Fukuoka）